# Dánszentmiklós
Dánszentmiklós è un comune dell'Ungheria di 2.800 abitanti (dati 2007) situato nella contea di Pest, nell'Ungheria settentrionale.